# 代王府
代王府位于山西省大同市平城区和阳街，是明代大同府城的核心建筑，为明太祖朱元璋第十三子代王朱桂的藩王府邸，始建于洪武二十五年三月（1392年），其原址为辽金西京国子监。
代王府以南京故宫为蓝本营建，南北长一百丈，东西阔七十五丈，以三大殿中轴线为中心，从南至北依次建有裕门、端礼门、承运门、承运殿、崇信门、存心殿、长春宫、广智门。东轴线从南到北有广赡仓、长春宫、望亲楼、清暑殿、宗庙、燕居之殿、东后殿。西轴线从南到北有戟门、社稷坛、风云雷雨坛、大成之殿、谨德殿、西后殿等建筑，占地约19万平方米，共有大小宫殿二十多座，房屋约八百余间。
正统四年三月代王府寝殿火灾。崇祯十七年李自成攻陷大同，执代王朱傳齌，王府毁于火，仅九龙壁幸存。自2011年起，大同市政府开始在原中轴线（九龙壁所在地）偏东处重建代王府。目前中轴线内的主要建筑已大部分重建完毕，惟两侧的建筑还尚未开工。